# King of the Congo

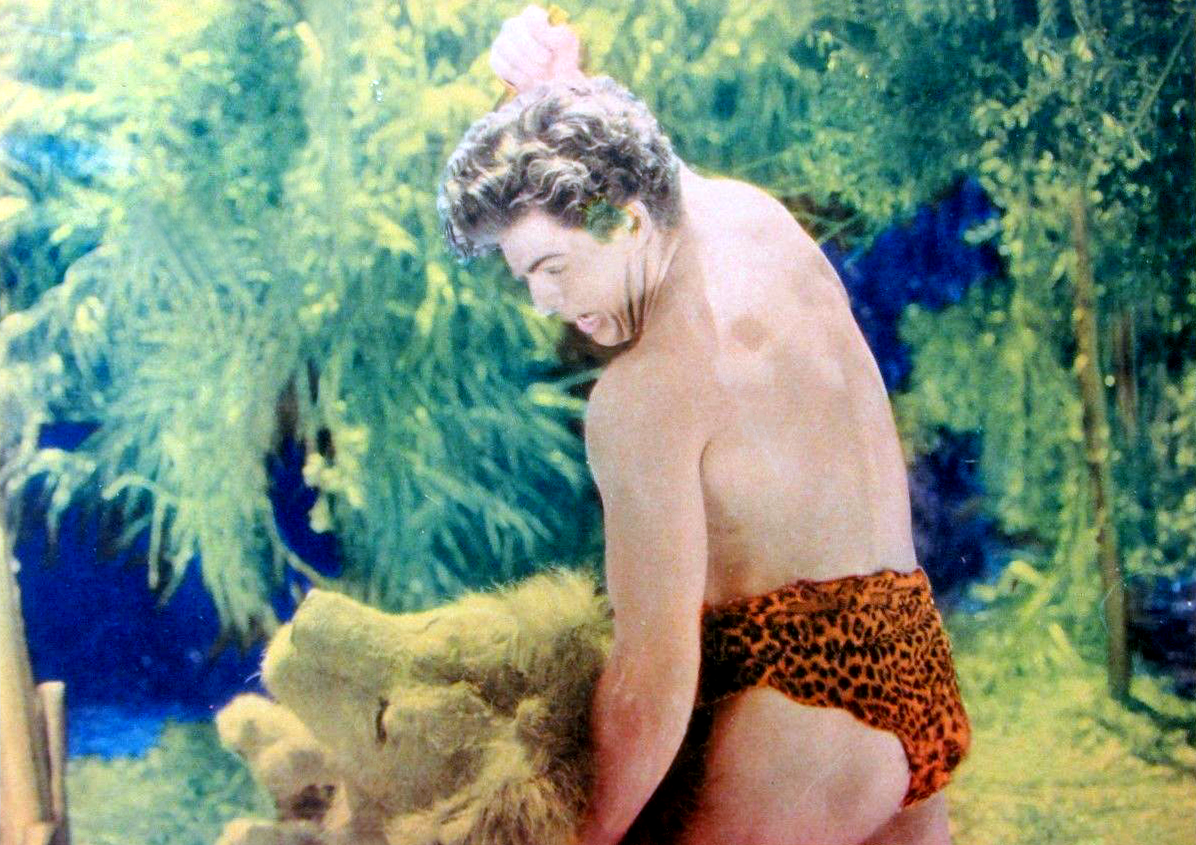
Buster Crabbe também interpretou o Tarzan antes de estrelar King of the Kongo.

King of the Congo, também conhecido como The Mighty Thunda, é um seriado estadunidense de 1952, gênero Aventura, dirigido por Spencer Gordon Bennet e Wallace Grissell, em 15 capítulos, estrelado por Buster Crabbe e Gloria Dea. Foi produzido e distribuído pela Columbia Pictures, e veiculou nos cinemas estadunidenses a partir de 1 de maio de 1952.
Foi o 48º entre os 57 seriados produzidos pela Columbia Pictures, e foi baseado no personagem dos quadrinhos "Thun'da" da Magazine Enterprises, criado por Frank Frazetta.

## Sinopse
O seriado apresenta reviravoltas que basicamente giram em torno de um capitão da Força Aérea dos Estados Unidos e sua busca por um microfilme perdido que contém informações vitais. O heróico Buster Crabbe interpreta o Capitão Roger Drum, que derruba um avião inimigo a caminho de África com o microfilme secreto. Com a intenção de revelar o grupo subversivo que recebera a mensagem, Drum assume a identidade do piloto e voa para a África, porém cai na selva. Ele é resgatado pelo pacífico Rock People, liderado pela princesa Pha (Gloria Dea) e é renomeado Thunda, rei do Congo, depois que ele toca um alarme em um templo. Com os subversivos acreditando que Thunda é seu piloto desaparecido e sob constante ataque de outra tribo, os Cave Men, o herói luta para derrubar os subversivos que estão à procura de um novo metal, mais radioativo do que o urânio. No final, Thunda livra a selva dos vilões e reúne os povos Rock People e Cave Men para o bem.

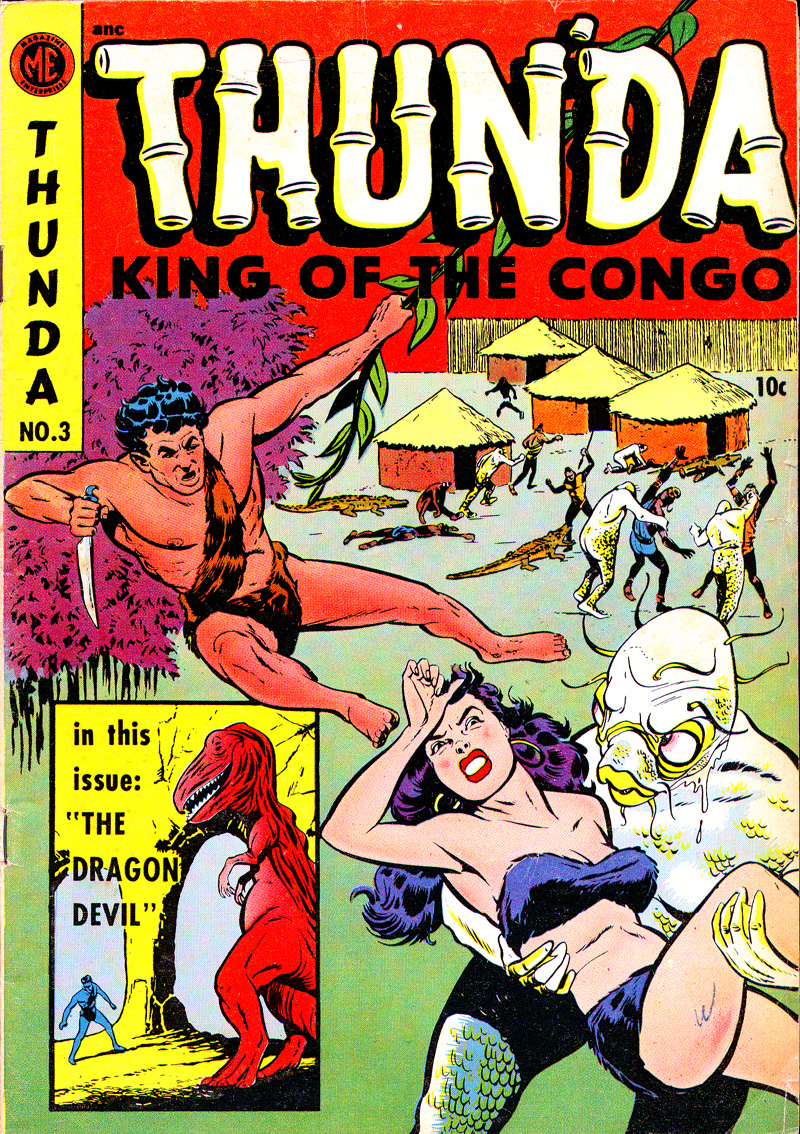
Thunda, King of the Congo, revista em quadrinhos que inspirou o personagem do seriado.

## Elenco
- Buster Crabbe … Thunda/Capt. Roger Drum
- Gloria Dea … Princesa Pha
- Leonard Penn … Boris
- Jack Ingram … Clark
- Rick Vallin … Andreov
- Nick Stuart … Degar
- William Fawcett … Sumo-sacerdote
- Rusty Wescoatt … Kor
- Alex Montoya … Lipah
- Frank Ellis … Ivan
- Lee Roberts … Tenente Blake
- Neyle Morrow … Nahee

## Produção
King of the Congo foi o último seriado estilo Tarzan e o último estrelado por Buster Crabbe,  Crabbe interpretou Tarzan em Tarzan the Fearless e estrelara nove seriados entre 1933 e 1952.

## Capítulos
1. Mission of Menace
2. Red Shadows in the Jungle
3. Into the Valley of Mist
4. Thunda Meets His Match
5. Thunda Turns the Tables
6. Thunda's Desperate Charge
7. Thunda Trapped
8. Mission of Evil
9. Menace of the Magnetic Rocks
10. Lair of the Leopard
11. An Ally from the Sky
12. Riding Wild
13. Red Raiders
14. Savage Vengeance
15. Judgment of the Jungle

Fonte: